# Zefix (Album)
Zefix ist das Debütalbum des österreichischen Sängers Chris Steger. Es erschien am 22. Oktober 2021 bei Global Rockstar.

## Hintergrund
Das aus 13 Titeln bestehende Studioalbum Zefix von Christof Straub selbst, zusammen mit Christian Knollmüller produziert. Bei der Amadeus-Verleihung 2021 gewann Steger mit seiner Debütsingle Zeflix, bei der Amadeus-Verleihung 2022 wurde das gleichnamige Album in der Kategorie Album des Jahres nominiert, unterlag aber RAF Camora und seinem siebten Studioalbum Zukunft.
Das Frontcover zeigt Chris Steger sitzend in einem grauen Sakko und einer kurzen Lederhose. Rechts oben ist der Künstlername und darunter der Albentitel zu sehen.

## Titelliste
| #  | Titel                     | Autor(en)                                 | Produzent(en)                          | Länge |
| -- | ------------------------- | ----------------------------------------- | -------------------------------------- | ----- |
| 1  | Oans, zwoa, drei          | Christof Straub, Chris Steger             | Christof Straub, Christian Knollmüller | 3:41  |
| 2  | Leicht kennt ma's hom     | Christof Straub, Chris Steger             | Christof Straub, Christian Knollmüller | 3:35  |
| 3  | Woan nua                  | Christof Straub, Chris Steger             | Christof Straub, Christian Knollmüller | 3:45  |
| 4  | Die Schenste              | Christof Straub, Chris Steger             | Christof Straub, Christian Knollmüller | 3:13  |
| 5  | Da Beste                  | Christof Straub, Chris Steger             | Christof Straub, Christian Knollmüller | 3:21  |
| 6  | Präsident                 | Christof Straub, Chris Steger             | Christof Straub, Christian Knollmüller | 2:56  |
| 7  | Zefix                     | Christof Straub, Chris Steger, Jazz Egger | Christof Straub, Christian Knollmüller | 3:55  |
| 8  | Fuat auf'd Nocht          | Christof Straub, Chris Steger             | Christof Straub, Christian Knollmüller | 3:08  |
| 9  | Nua da Wind               | Christof Straub, Chris Steger             | Christof Straub, Christian Knollmüller | 2:57  |
| 10 | Heit Nocht                | Christof Straub, Chris Steger             | Christof Straub, Christian Knollmüller | 4:04  |
| 11 | Du entschuldige i kenn di | Christof Straub, Chris Steger             | Christof Straub, Christian Knollmüller | 3:35  |
| 12 | Du bist Du                | Christof Straub, Chris Steger             | Christof Straub, Christian Knollmüller | 3:02  |
| 13 | Mach die Aug'n zu         | Gert Steinbäcker                          | Christof Straub, Christian Knollmüller | 4:05  |

## Rezeption

### Rezensionen
Annika Feldmann, Musikkritikerin von laut.de, äußerte sich in ihrer Rezension von Stegers Debütalbum Zeflix unter anderem kritisch zu seinem Wiener Produzenten Christof Straub: „[...] Für "Zefix" drückte er ihm 13 Songs auf, für die er in pongaurischer Mundart mit seiner Stimme herhält. Straub hat, bevor er sich der Musik widmete, Architektur studiert. Es scheint, als hätte er versucht, alle erlernten Studieninhalte auf die Musikproduktion zu übertragen. Jeder einzelne Song klingt wie mathematisch ausgerechnet und zusammengebaut. Aalglatt, voraussehbar und langweilig.“.

### Charts und Chartplatzierungen
Zefix stieg am 5. November 2021 auf Rang zwei der österreichischen Albumcharts ein und erreichte damit zugleich seine beste Platzierung. Das Album konnte sich insgesamt 76 Wochen in den Charts platzieren, letztmals auf Platz 75 in der Chartausgabe vom 4. Juni 2024.
| ChartsChartplatzierungen | Höchstplatzierung | Wochen |
| ------------------------ | ----------------- | ------ |
| Österreich (Ö3)          | 2 (76 Wo.)        | 76     |

| ChartsJahrescharts (2021) | Platzierung |
| ------------------------- | ----------- |
| Österreich (Ö3)           | 40          |

| ChartsJahrescharts (2022) | Platzierung |
| ------------------------- | ----------- |
| Österreich (Ö3)           | 58          |

| ChartsJahrescharts (2023) | Platzierung |
| ------------------------- | ----------- |
| Österreich (Ö3)           | 73          |

### Auszeichnungen für Musikverkäufe
| Land/Region       | Auszeichnungen für Musikverkäufe (Land/Region, Auszeichnung, Verkäufe) | Verkäufe |
| ----------------- | ---------------------------------------------------------------------- | -------- |
| Österreich (IFPI) | Gold                                                                   | 7.500    |
| Insgesamt         | 1× Gold ·                                                              | 7.500    |